# Європейська Баптистська Федерація
Європейська Баптистська Федерація (ЄБФ) (англ. European Baptist Federation (EBF)) — організація, що об'єднує більшість баптистських церков Європи та Близького Сходу. Організація є підрозділом Всесвітнього Баптистського альянсу (ВБА). Бере активну участь у роботі Всесвітньої Ради Церков (ВРЦ) та у Раді Європи, як одна з найбільших неурядових організацій. Асоційований член Конференції Європейських Церков.

## Ціль
Ціллю Європейської баптистської федерації, як наголошує її сайт, є «підтримка та укріплення зв'язків між баптистами у Європі та на Близькому Сході на основі їх християнського свідчення та їх відмітних переконань, заохочувати та надихати у вірі, слідуванні за Христом та загальній відповідальності, а також щиро прагнути виконувати волю Христа, Господа та Спасителя».

## Короткий історичний опис
Федерацію було засновано 1949 року, і офіційно затверджено на з'їзді представників баптистських церков Європи в [Париж]і в 1950. Під час холодної війни ЄБФ була однією з небагатьох релігійних організацій що продовжували підтримувати зв'язки з віруючими у Радянському Союзі та країнах Варшавського договору. На сьогоднішній день до складу федерації входить 52 об'єднання баптистських церков та три церкви, що входять до федерації безпосередньо. У загальній кількості до складу федерації входять близько 13 тис. церков та понад 800 тис. віруючих.

## Керівництво

### Структура
Найвищім керівним органом федерації є Конгрес (або З'їзд), що обирає Президента, двох віце-президентів (раз у 6 років) та Генерального Секретаря (раз у 5 років).
Президент головує на Конгресі та є офіційним представником організації. Строк повноважень Президента — два роки без права переобрання. Президенти змінюються шляхом ротації (спочатку замінюється першим віце-Президентом, потім — другим).
Генеральний Секретар очолює виконавчий комітет федерації. Строк повноважень — 5 років з правом переобратися на такий самий термін.
У період 1950-75 Канцелярія Європейської баптистської федерації знаходилася у Лондоні. Потім протягом майже тридцяти років Канцелярія розміщалася у країні проживання Генерального Секретаря. З 2004 року Канцелярія ЄБФ знаходиться в Празі, у малому замку Єнералка.

### Президенти
- 1950-52 Бредаль Петерсен, Данія
- 1952-54 Генрі Кук, Велика Британія
- 1954-56 Манфред Рончі, Італія
- 1956-58 Ганс Луккей, Німеччина
- 1958-59 Ерік Руден, Швеція
- 1959-60 Ернст Гуізінґа, Нідерланди
- 1960-62 Рональд Голдінг, Велика Британія
- 1962-64 Баунгаард Томсен, Данія
- 1964-66 Якоб Броертьес, Нідерланди
- 1966-68 Михайло Жидков, СРСР
- 1968-70 Рудольф Таут, Німеччина
- 1970-72 Ендрю МакРей, Шотландія
- 1972-74 Клаус Майстер, Швейцарія
- 1974-76 Жозе Гонсальвес, Португалія
- 1976-78 Олексій Бичков, СРСР
- 1978-80 Кнуд Вюмпельманн, Данія
- 1980-81 Девид Рассел, Велика Британія
- 1981-83 Станіслав Швец, Чехословаччина
- 1983-85 Давід Лагергрен, Швеція
- 1985-87 Пьєрро Бенсі, Італія
- 1987-89 Василе Талпош, Румунія
- 1989-91 Пітер Барбер, Шотландія
- 1991-93 Джон Меріт, Європейка Баптистська Конвенція
- 1993-95 Брігітт Карлсон, Швеція
- 1995-97 Теодор Ангелов, Болгарія
- 1997-99 Девід Коффі, Велика Британія
- 1999-2001 Оле Йоргенсен, Данія
- 2001-03 Григорій Комендант, Україна
- 2003-05 Біллі Тарангер, Норвегія
- 2005-07 Геларі Пуу, Естония
- 2007-09 Тома Магда, Хорватія
- 2009-   Валеріу Гілецкі, Молдова

### Генеральні Секретарі
- 1950-55 в.о. від ВБА Вільям Льюіс, США
- 1955-59 в.о. від ВБА Генрі Кук, Велика Британія
- 1959-68 Ерік Руден, Швеція
- 1968-76 Рональд Голдінг, Велика Британія
- 1976-80 Герхард Клаас, Німеччина
- 1980-89 Кнуд Вумпельманн, Данія
- 1989-99 Карл-Гайнц Вальтер, Німеччина
- 1999-2004 Теодор Ангелов, Болгарія
- 2004-   Ентоні Пек, Велика Британія

## Члени Федерації
| Країна               | Назва церковного об'єднання                                                                            | кількість церков у об'єднанні | кількість членів (приблизно) | офіційний сайт | примітки |
| -------------------- | --- | ----------------------------- | ---------------------------- | -------------- | -------- |
| Австрія              | Баптистський союз Австрії                                                                              | 22                            | 1 300                        |                |          |
| Азербайджан          | Союз євангельських християн-баптистів Азербайджану                                                     | 22                            | 3 000                        |                |          |
| Албанія              | Баптистський союз Албанії                                                                              | 5                             | 250                          |                |          |
| Бельгія              | Союз баптистів Бельгії                                                                                 | 31                            | 1 100                        |                |          |
| Білорусь             | Союз євангельських християн-баптистів Республіки Білорусь                                              | 315                           | 14 000                       |                |          |
| Болгарія             | Баптистський союз Болгарії                                                                             | 107                           | 5 100                        |                |          |
| Боснія і Герцеґовина | Церква християн-баптистів в Боснії і Герцеґовині                                                       | 15                            | 300                          |                |          |
| Велика Британія      | Баптистський союз Великої Британії                                                                     | 2 007                         | 138 300                      |                |          |
| Вірменія             | Союз церков євангельських християн-баптистів Вірменії                                                  | 137                           | 3 800                        |                |          |
| Грузія               | Євангельська баптистська церква Грузії                                                                 | 75                            | 5 000                        |                |          |
| Данія                | Баптистський союз Данії                                                                                | 50                            | 5 100                        |                |          |
| Естонія              | Союз вільних євангельських і баптистських церков Естонії                                               | 82                            | 5 900                        |                |          |
| Єгипет               | Єгипетська конвенція баптистів                                                                         | 13                            | 1 300                        |                |          |
| Ізраїль              | Асоціація баптистських церков в Ізраїлі                                                                | 20                            | 800                          |                |          |
| Ірак                 | Баптистська церква в Багдаді                                                                           | 1                             |                              |                |          |
| Іспанія              | Союз євангельських баптистів Іспанії                                                                   | 90                            | 10 000                       |                |          |
| Італія               | Християнський євангельський баптистський союз Італії                                                   | 116                           | 6 400                        |                |          |
| Йорданія             | Йорданська баптистська конвенція                                                                       | 20                            | 2 000                        |                |          |
| Косово               | Об'єднання баптистських церков Косова                                                                  | 3                             | 105                          |                |          |
| Латвія               | Союз баптистських церков Латвії                                                                        | 86                            | 6 600                        |                |          |
| Ліван                | Конвенція євангельських баптистських церков у Лівані                                                   | 27                            | 2 000                        |                |          |
| Литва                | Союз баптистів Литви                                                                                   | 3                             | 380                          |                |          |
| Північна Македонія   | Союз християн-баптистів в Республіці Македонія                                                         | 2                             | 100                          |                |          |
| Мальта               | Євангельська баптистська церква Флоріана                                                               | 1                             |                              |                |          |
| Молдова              | Союз християнських євангельських баптистських церков Молдови                                           | 405                           | 21 000                       |                |          |
| Нідерланди           | Союз баптистських церков у Нідерландах                                                                 | 85                            | 11 500                       |                |          |
| Німеччина            | Союз вільних євангельських церков в Німеччині                                                          | 137                           | 3 800                        |                |          |
| Норвегія             | Союз баптистів Норвегії                                                                                | 72                            | 4 800                        |                |          |
| Польща               | Союз баптистів Польщі                                                                                  | 79                            | 4 700                        |                |          |
| Португалія           | Конвенція баптистів Португалії                                                                         | 70                            | 4 500                        |                |          |
| Росія                | Російський союз євангельських християн-баптистів                                                       | 1 300                         | 78 000                       |                |          |
| Румунія              | Союз баптистів Румунії Конвенція угорських баптистських церков Румунії                                 | 1722 243                      | 98 600 8 600                 |                |          |
| Сербія               | Союз баптистських церков Сербії                                                                        | 51                            | 2 200                        |                |          |
| Сирія                | Баптистський союз Сирії                                                                                | 7                             |                              |                |          |
| Словаччина           | Братський союз баптистів Словаччини                                                                    | 23                            | 1 900                        |                |          |
| Словенія             | Союз баптистських церков в Республіці Словенія                                                         | 7                             | 160                          |                |          |
| Таджикистан          | Союз церков євангельських християн-баптистів Таджикистану                                              | 14                            | 350                          |                |          |
| Туреччина            | Баптистська церква Ізміру                                                                              | 1                             |                              |                |          |
| Угорщина             | Союз баптистів Угорщини                                                                                | 356                           | 11 500                       |                |          |
| Уельс                | Баптистський союз Уельсу                                                                               | 447                           | 15 800                       |                |          |
| Україна              | Всеукраїнський союз церков євангельських християн-баптистів Братство незалежних церков і місій України | 2 800 129                     | 140 000 10 000               |                |          |
| Узбекистан           | Союз баптистів Узбекистану                                                                             | —                             | —                            |                |          |
| Фінляндія            | Фінський баптистський союз Фінський шведський баптистський союз                                        | 11 19                         | 700 1 300                    |                |          |
| Франція              | Федерація євангельських баптистських церков Франції                                                    | 111                           | 6 200                        |                |          |
| Хорватія             | Баптистський союз Хорватії                                                                             |                               |                              |                |          |
| Чехія                | Братський союз баптистів в Чеській Республіці                                                          | 36                            | 2 300                        |                |          |
| Чорногорія           | Союз євангельських християн-баптистів Сербії і Чорногорії                                              | 14                            | 700                          |                |          |
| Швеція               | Союз баптистів Швеції Вільна євангельська церква (ВзаємоДія)                                           | 226 330                       | 17 300 30 000                |                |          |
| Швейцарія            | Швейцарський союз баптистів                                                                            | 10                            | 1 200                        |                |          |
| Шотландія            | Баптистський союз Шотландії                                                                            | 176                           | 13 900                       |                |          |
| Міжнародні           | Міжнародна баптистська конвенція (раніше Європейська баптистська конвенція)                            | 66                            | 5 200                        |                |          |